# Truplaya agnita
Truplaya agnita är en tvåvingeart som först beskrevs av Loïc Matile 1974.  Truplaya agnita ingår i släktet Truplaya och familjen platthornsmyggor. Inga underarter finns listade i Catalogue of Life.